# Emily Sonnett
Emily Ann Sonnett (* 25. November 1993 in Marietta, Georgia) ist eine US-amerikanische Fußballnationalspielerin. 2024 gewann sie mit der Nationalmannschaft die olympische Goldmedaille.

## Karriere

### Verein
Während ihres Studiums an der University of Virginia spielt Sonnett seit 2012 für die dortige Universitätsmannschaft der Virginia Cavaliers. Parallel dazu absolvierte sie ab 2013 sporadisch Einsätze für die Atlanta Silverbacks sowie die Reservemannschaft der Washington Spirit in der W-League, beziehungsweise für die Reservemannschaft der Chicago Red Stars in der WPSL. Mit letzterer gewann sie im Jahr 2015 das Meisterschaftsfinale gegen den SoCal FC. Mit Portland gewann sie 2017 die US-Meisterschaft und erreichte 2018 nochmals das Finale.
Am 15. Januar 2016 wurde sie als erste Spielerin des NWSL-College-Drafts von der Franchise des Portland Thorns FC verpflichtet.
Im August 2020 wechselte sie für den Rest der Damallsvenskan 2020 zum Kopparbergs/Göteborg FC.
Nach zwei Spielzeiten bei Washington Spirit wurde sie im Januar 2023 an OL Reign verkauft.
Im Januar 2024 erhielt sie einen Dreijahresvertrag bei NJ/NY Gotham FC.

### Nationalmannschaft

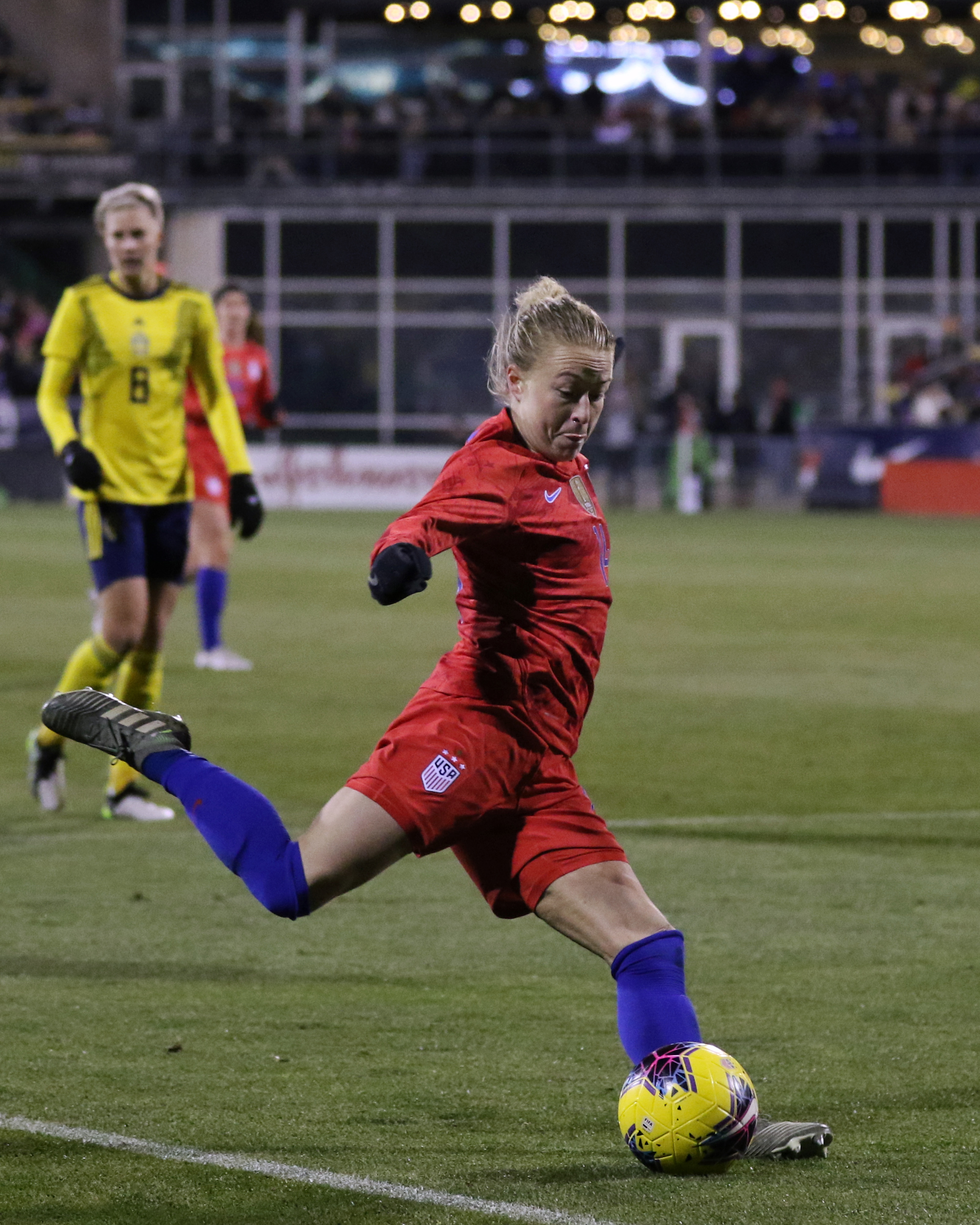
Emily Sonnet im November 2019 beim Länderspiel gegen Schweden

Sonnett nahm mit der US-amerikanischen U-23-Nationalmannschaft an den Sechs-Nationen-Turnieren 2014 und 2015 in La Manga teil und kam jeweils in allen drei Partien zum Einsatz. Am 25. Oktober 2015 debütierte sie bei einem 3:1-Sieg über Brasilien in der A-Nationalmannschaft der Vereinigten Staaten.
Sie gehörte ebenfalls zum Kader für das Qualifikationsturnier für die Olympischen Sommerspiele 2016, das die USA gewannen. Dabei kam sie zu zwei Einsätzen: Beim 10:0 im letzten Gruppenspiel gegen Puerto Rico stand sie in der Startelf, im Finale gegen Kanada wurde sie in der Schlussminute eingewechselt. Für die Olympischen Spiele, bei denen die USA erstmals im Viertelfinale scheiterten, wurde sie dann nicht nominiert. 2017 wurde sie nicht berücksichtigt, 2018 dann aber in 14 Spielen, wobei sie neunmal in der Startelf stand und den SheBelieves Cup 2018, das Tournament of Nations sowie den CONCACAF Women’s Gold Cup gewann.
Am 1. Mai wurde sie für die WM 2019 nominiert. Bei der WM hatte sie nur einen achtminütigen Kurzeinsatz im zweiten Gruppenspiel gegen Chile, womit sie die Feldspielerin mit der geringsten Einsatzzeit im Kader war.
Am 23. Juni 2021 wurde sie für die wegen der COVID-19-Pandemie um ein Jahr verschobenen Olympischen Spiele nominiert. Bei den Spielen wurde sie im zweiten Gruppenspiel gegen Neuseeland, das mit 6:1 gewonnen wurde, über die volle Spielzeit eingesetzt. Danach wurde sie nur noch im Spiel um die Bronzemedaille gegen Australien in der Schlussphase für Stürmerin Christen Press beim Stand von 4:2 eingewechselt (Endstand 4:3).
Am 14. Juli 2022 erzielte sie beim 3:0-Sieg gegen Costa Rica im Halbfinale der CONCACAF W Championship 2022 ihr erstes Länderspieltor. Im Finale wurde sie aber nicht eingesetzt. Verletzungsbedingt konnte sie danach erst wieder für die Spiele gegen Neuseeland im Januar 2023 nominiert werden.
Am 21. Juni 2023 wurde sie für die WM-Endrunde nominiert, wurde in zwei der vier Spiele ihres Teams eingesetzt und schied mit der Mannschaft im Achtelfinale im Elfmeterschießen gegen die Schwedinnen aus.
Am 26. Juni 2024 wurde sie für die Olympischen Spiele in Paris nominiert. Sie kam in den sechs Spielen ihrer Mannschaft zum Einsatz und gewann mit ihr die Goldmedaille.
Im folgenden Spiel gegen Island am  24. Oktober 2024 bestritt sie ihr 100. Länderspiel.

## Erfolge
- 2015: Gewinn der WPSL-Meisterschaft (Chicago Red Stars Reserves)
- 2016: Sieg beim  Qualifikationsturnier für die Olympischen Sommerspiele 2016
- Gewinn des  SheBelieves Cup 2016, 2018,  2020, 2022 und 2023
- 2017: Gewinn der NWSL-Meisterschaft (Portland Thorns FC)
- 2018: Sieg beim Tournament of Nations
- 2018: Sieg beim CONCACAF Women’s Gold Cup
- 2019: Gewinn der Fußball-Weltmeisterschaft der Frauen 2019 (1 Kurzeinsatz)
- 2020: Gewinn der Schwedischen Meisterschaft
- 2020: Olympische Bronzemedaille
- 2021: Gewinn der NWSL-Meisterschaft (Washington Spirit)
- 2022: Gewinn der  CONCACAF W Championship 2022 (ohne Finalteilnahme)
- Olympische Spiele 2024: Goldmedaille